# Kopyl'skaya Gryada
Kopyl'skaya Gryada är en ås i Belarus. Den ligger i den centrala delen av landet, 100 km sydväst om huvudstaden Minsk.
Trakten runt Kopyl'skaya Gryada består till största delen av jordbruksmark. Runt Kopyl'skaya Gryada är det ganska tätbefolkat, med 52 invånare per kvadratkilometer.